# Амалин (колония)
Амалин (Амалина, Амалия, укр. Амалин, Амалина, Амалія, пол. Amalin) — упразднённая немецкая колония Рудокоповского сельского совета Красноармейского района Житомирской области.
Лютеранское поселение. Размещалась юго-восточнее г. Новоград-Волынский. Лютеранский приход — Геймталь.

## Население
В конце 19 века численность населения составляла 134 жителя, домов — 21, в 1906 году — 19 дворов и 95 жителей, в 1910 году — 98 жителей, в 1923 году — 25 дворов и 107 жителей, в 1924 году — 27 домов и 150 жителей (с преобладанием населения немецкой национальности).

## История
В конце 19 века — немецкая колония в Курненской волости Новоград-Волынского уезда Волынской губернии, в 11 верстах от Курного. Был евангельский молитвенный дом.
В 1906 году — колония Курненской волости (3-го стана) Новоград-Волынского уезда Волынской губернии. Расстояние до уездного центра, г. Новограда-Волынского, составляло 29 вёрст, до волостной управы в с. Курное — 11 вёрст. Почтовое отделение — станция Рудня.
В 1923 году вошла в состав вновь созданного Улашановского сельского совета, который от 7 марта 1923 года включён в состав новообразованного Пулинского района Житомирского (впоследствии — Волынский) округа. Размещалась в 25 верстах от районного центра, мест. Пулины, и 2 версты от центра сельского совета, с. Улашановка. 27 октября 1926 года, согласно приказу Волынского ОИК «Об образовании новых национальных поселковых и сельских советов, распространении сети украинских сельсоветов и переименовании существующих сельсоветов в национальные», колония включена в состав вновь созданного Рудокоповского немецкого национального сельского совета Пулинского района Волынского округа. 20 июня 1930 года, согласно постановлению ВУЦИК «О создании Соколовского и Пулинского национального (немецкого) районов», колония, в составе сельського совета, включена в состав Соколовского немецкого национального района. 15 сентября 1930 года Соколовский район ликвидирован, Рудокоповский сельский совет, с кол. Амалин в составе, вошёл в состав Новоград-Волынского района Украинской ССР. После ликвидации Новоград-Волынского района, 1 июня 1935 года, Рудокоповский сельсовет включён в пригородную полосу Новоград-Волынского городского совета Киевской области, 17 октября 1935 года — в состав реформированного Красноармейского района Киевской области.
По состоянию на 1 октября 1941 года не состояла на учёте населённых пунктов.